# バネル・ニコリツァ
バネル・ニコリツァ（Bănel Nicoliţă、1985年1月7日）は、ルーマニア・ブライラ県ファウレイ出身の元同国代表サッカー選手。ポジションはフォワード（左ウイング・右ウイング）。右サイドバックとしてもプレー可能である。元ブラジル代表のマリオ・ジャルデウに因んだ「ジャルデウ」という愛称を持つ。テクニックには欠けるが、謙虚でハードワークを厭わず、スピードや機敏さを持ち味とする。

## 経歴

### クラブ

#### ルーマニア時代
ディヴィジアB（2部）のCFブライラからデビュー。2004年にディヴィジアA（1部）のFCポリテフニカ・ティミショアラに移籍し、19歳でディヴィジアAデビューした。
2004-05シーズン前半戦は15試合に出場したが、ポリテフニカでのプレーはわずか半年間に終わり、2005年初頭に移籍金30万ユーロでFCステアウア・ブカレストと5年契約を結んだ。2004-05シーズンにリーグ優勝を果たした。UEFAカップ2005-06のレアル・ベティス（スペイン1部）戦では2得点し、準々決勝進出に貢献。同国対決となった準々決勝のFCラピド・ブカレスト戦では、敵地での第1戦で貴重な得点を挙げ、第2戦を0-0のスコアレスドローとしたことで、最終的にこのアウェーゴールによって準決勝に進出した。
2006年11月1日、UEFAチャンピオンズリーグ 2006-07のレアル・マドリード（スペイン1部）戦 (0-1) でオウンゴールを記録した。この得点がレアル・マドリードの決勝点となり、ニコリツァは「（オウンゴールを記録してから）2日間は眠れなかった」と語った。FCアルジェシュ・ピテシュティ戦後、ルーマニアのガゼタ・スポルトゥリロル紙はニコリツァに（ブラジル人風の）「バネリーニョ」(Bănelinho)というニックネームを付けた。2008年8月27日、UEFAチャンピオンズリーグ 2008-09予選3回戦のガラタサライSK戦において、第1戦 (2-2) で1得点を挙げると、第2戦 (1-0) では決勝点を決め、3シーズン連続での本選グループリーグ出場に貢献した。2010年夏には新キャプテンに就任したが、イリエ・ドゥミトレスク監督が就任すると、クリスティアン・タナセにキャプテンを譲った。

#### フランス時代
サンテティエンヌ
2011年8月30日、リーグ・アン（フランス1部）のASサンテティエンヌは、ニコリツァの獲得が合意に達したことと、8月31日にメディカルチェックを受けることを公式ウェブサイト上で発表した。ニコリツァはステアウアとの契約最終年の途中であり、70万ユーロの移籍金がステアウアに支払われ、サンテティエンヌとは年俸40万ユーロの契約を結んだ。
9月10日のリール戦 (1-3) で初出場を飾り、11月6日に2位のモンペリエHSC戦で移籍後初得点を挙げた。FCソショー戦ではクル・ズマの得点をアシストして勝利に貢献した。2011-12シーズン前半戦には11試合に出場し、3アシストとチームトップの3得点を挙げた。3月には靭帯に問題を抱えて2週間離脱したが、下旬に復帰してモンペリエ戦 (0-1) とオリンピック・リヨン戦 (0-1) に出場した。
翌|2012-13シーズンは、筋肉系の問題を始めとした負傷の影響から3試合の出場だった。
ナントへの期限付き移籍
2013年9月2日にリーグ・アンのFCナントへ2013-14シーズン終了までの期限付き移籍に出される。初出場となった9月15日のFCソショー戦 (1-0) において、途中出場から10分足らずでフリーキックからフィリップ・ジョルジェビッチの決勝点をアシストする好調なスタート切ったものの、内転筋に問題を抱えたことで12月頭から約3ヶ月離脱となった。2月28日のエヴィアン・トノン・ガイヤールFC戦 (0-2)で復帰した後は、定位置を掴み、3月23日のモンペリエHSC戦 (2-1) で先制点をアシストし、4月20日のヴァランシエンヌFC戦 (6-2) で初得点を挙げた。

#### ルーマニア復帰
期限付き移籍先のナントからサンテティエンヌに復帰し、夏に退団する。自由契約選手となった後は、暫く無所属が続いていたが、2015年2月4日にFCヴィトルル・コンスタンツァと契約し、20日のCSMストゥデンツェスク・ヤシ戦 (0-3) で初出場を飾り、4月18日のFCアストラ戦 (2-0) で初得点を挙げた。

### 代表
2004年から2005年にはU-21ルーマニア代表として13試合に出場した。2005年11月にコートジボワール戦でルーマニアA代表デビューし、2007年6月2日にUEFA EURO 2008予選のスロベニア戦で初得点を記録。本大会出場の結果を得て、2008年3月25日にトラヤン・バセスク大統領からMedalia Meritul Sportiv（スポーツ功労メダル）を授かった。同年6月に行われたUEFA EURO 2008本大会ではグループリーグ2試合に出場した。2011年8月11日のサンマリノとの親善試合では、アドリアン・ムトゥとガブリエル・タマシュの両名が不在だったことで初めてキャプテンを務めた。

## 人物
ロマである。Făureiという貧しい町で、6人兄弟のひとりとして母親に育てられた。兄弟の1人Stelicăもプロサッカー選手であり、バネルと同じくCFブライラなどでプレーした。

## 個人成績

### クラブでの出場記録
出典:
2015年5月18日時点
| クラブ           | シーズン     | 国内リーグ    | 国内リーグ | 国内リーグ | 国内カップ | 国内カップ | 欧州カップ | 欧州カップ | その他 | その他 | 通算 | 通算 |
| クラブ           | シーズン     | 所属リーグ    | 出場       | 得点       | 出場       | 得点       | 出場       | 得点       | 出場   | 得点   | 出場 | 得点 |
| ---------------- | ------------ | ------------- | ---------- | ---------- | ---------- | ---------- | ---------- | ---------- | ------ | ------ | ---- | ---- |
| ブライラ         | 2001-02      | ディヴィジアB | 27         | 4          | 0          | 0          | -          | -          | 0      | 0      | 27   | 4    |
| ブライラ         | 2002-03      | ディヴィジアB | 27         | 9          | 0          | 0          | -          | -          | 0      | 0      | 28   | 9    |
| ブライラ         | 2003-04      | ディヴィジアB | 20         | 10         | 0          | 0          | -          | -          | 0      | 0      | 20   | 10   |
| ブライラ         | 通算         | 通算          | 74         | 23         | 0          | 0          | 0          | 0          | 0      | 0      | 74   | 23   |
| ポリテフニカ     | 2004-05      | ディヴィジアA | 15         | 3          | 1          | 0          | 0          | 0          | 0      | 0      | 16   | 3    |
| ポリテフニカ     | 通算         | 通算          | 15         | 3          | 1          | 0          | 0          | 0          | 0      | 0      | 16   | 3    |
| ステアウア       | 2004-05      | ディヴィジアA | 14         | 2          | 0          | 0          | 1          | 0          | 0      | 0      | 15   | 2    |
| ステアウア       | 2005-06      | ディヴィジアA | 29         | 7          | 0          | 0          | 17         | 4          | 1      | 0      | 47   | 11   |
| ステアウア       | 2006-07      | リーガ1       | 32         | 2          | 4          | 1          | 12         | 0          | 1      | 0      | 49   | 3    |
| ステアウア       | 2007-08      | リーガ1       | 27         | 3          | 0          | 0          | 8          | 1          | 0      | 0      | 35   | 4    |
| ステアウア       | 2008-09      | リーガ1       | 26         | 3          | 0          | 0          | 7          | 2          | 0      | 0      | 33   | 5    |
| ステアウア       | 2009-10      | リーガ1       | 28         | 2          | 1          | 0          | 11         | 3          | 0      | 0      | 40   | 5    |
| ステアウア       | 2010-11      | リーガ1       | 27         | 4          | 2          | 1          | 6          | 0          | 0      | 0      | 35   | 5    |
| ステアウア       | 2011-12      | リーガ1       | 5          | 0          | 0          | 0          | 2          | 0          | 1      | 0      | 8    | 0    |
| ステアウア       | 通算         | 通算          | 188        | 23         | 7          | 1          | 64         | 10         | 3      | 0      | 252  | 34   |
| サンテティエンヌ | 2011-12      | リーグ・アン  | 19         | 3          | 1          | 0          | 0          | 0          | 0      | 0      | 20   | 3    |
| サンテティエンヌ | 2012-13      | リーグ・アン  | 3          | 0          | 0          | 0          | 0          | 0          | 0      | 0      | 3    | 0    |
| サンテティエンヌ | 2013-14      | リーグ・アン  | 3          | 0          | 0          | 0          | 2          | 1          | 0      | 0      | 5    | 1    |
| サンテティエンヌ | 通算         | 通算          | 25         | 3          | 1          | 0          | 2          | 1          | 0      | 0      | 28   | 4    |
| ナント (loan)    | 2013-14      | リーグ・アン  | 17         | 1          | 2          | 0          | 0          | 0          | 1      | 0      | 20   | 1    |
| ナント (loan)    | 通算         | 通算          | 17         | 1          | 2          | 0          | 0          | 0          | 1      | 0      | 20   | 1    |
| ヴィトルル       | 2014-15      | リーガ1       | 14         | 2          | 0          | 0          | -          | -          | 0      | 0      | 14   | 2    |
| ヴィトルル       | 通算         | 通算          | 14         | 2          | 0          | 0          | -          | -          | 0      | 0      | 14   | 2    |
| キャリア通算     | キャリア通算 | キャリア通算  | 320        | 55         | 9          | 1          | 64         | 9          | 3      | 0      | 394  | 65   |

### 代表での成績
出典:
| ルーマニア代表 | ルーマニア代表 | ルーマニア代表 |
| 年             | 出場           | 得点           |
| -------------- | -------------- | -------------- |
| 2005           | 2              | 0              |
| 2006           | 6              | 0              |
| 2007           | 9              | 1              |
| 2008           | 8              | 0              |
| 2009           | 3              | 0              |
| 2010           | 2              | 0              |
| 2011           | 4              | 0              |
| 2013           | 1              | 0              |
| 2014           | 2              | 0              |
| Total          | 37             | 1              |

#### 代表での得点
出典:
スコア欄と最終結果欄はルーマニアの得点を左に記している。
| #  | 日付         | 場所     | 対戦相手   | スコア | 最終結果 | 大会               |
| -- | ------------ | -------- | ---------- | ------ | -------- | ------------------ |
| 1. | 2007年6月2日 | ツェリェ | スロベニア | 2–0    | 2–1      | UEFA EURO 2008予選 |

## タイトル
クラブ
ステアウア・ブカレスト
- リーガ1 2004-05, 2005-06
- スーペルクパ・ロムニエイ 2006
- クパ・ロムニエイ 2010-11

ASサンテティエンヌ
- クープ・ドゥ・ラ・リーグ 2012-13